# Fluoruro de tributilestaño
El tributilestaño y sus diferentes compuestos son sustancias manufacturadas usadas como pesticidas y biocidas, en pinturas antiincrustantes aplicadas en cascos de buques, puertos, etc. y como conservantes de la madera. Algunos de los compuestos pueden ser tóxicos para el medio ambiente, especialmente para peces y moluscos.
- Datos: Q24960960